# Jacques Haller
Pour les articles homonymes, voir Haller.
Jacques Edmond Haller est un rameur belge, né le 3 mars 1897 à Gand et mort le 19 décembre 1961 dans la même ville.

## Biographie
Jacques Haller obtient deux médailles continentales : une médaille de bronze en skiff aux Championnats d'Europe d'aviron 1920 à Mâcon et une médaille de bronze en huit aux Championnats d'Europe d'aviron 1921 à Amsterdam.
Aux Jeux olympiques d'été de 1920 à Anvers, il est éliminé au premier tour en skiff.